# Smeltveiligheid

Symboolvoorstelling, als een trage zekering wordt bedoeld dan is het symbool voorzien van een vette stip in het midden van de "smeltdraad".

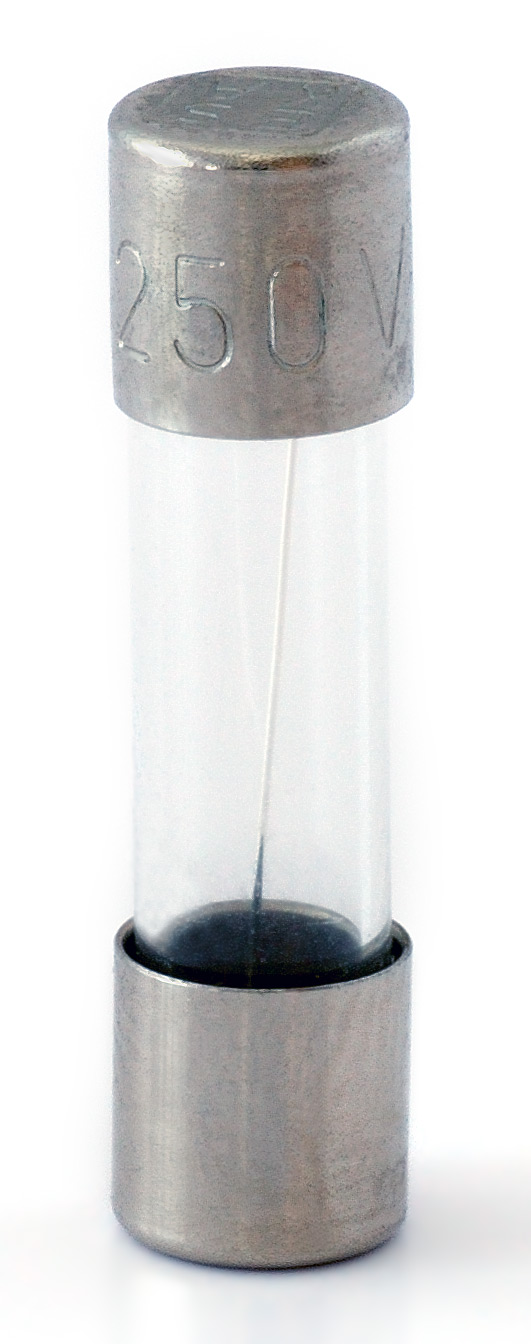
Smeltzekering (glaszekering) die veel voorkomt in elektrische apparaten

Doorsnede van een Diazed smeltpatroon.

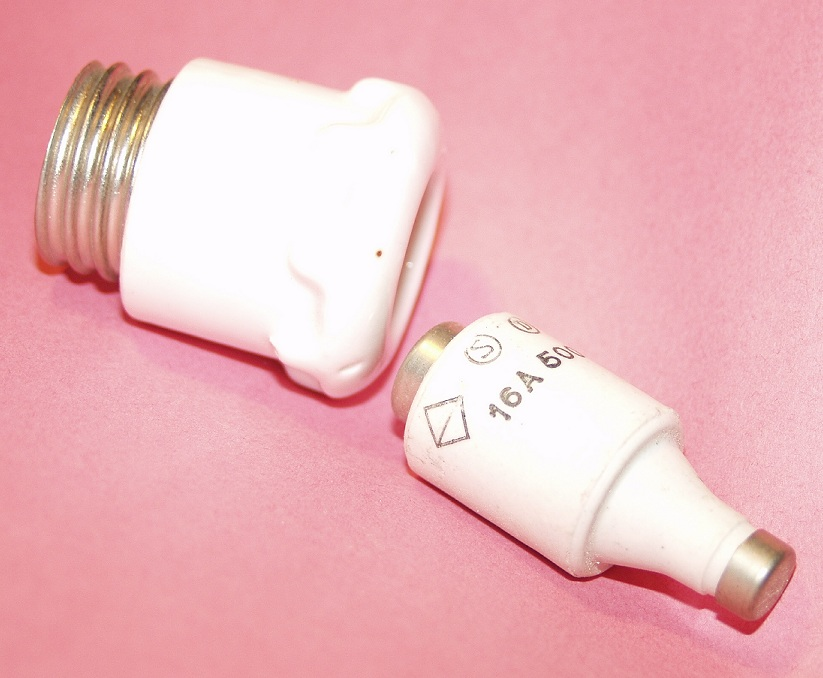
Smeltpatroon met schroefkop

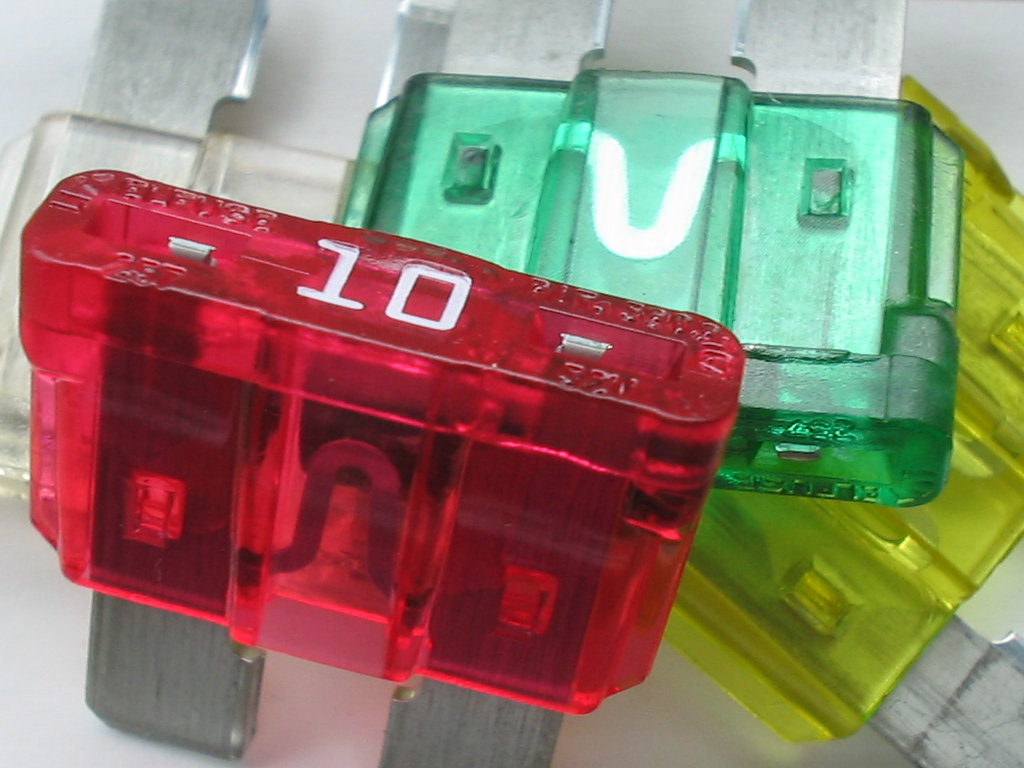
Autozekeringen

Een smeltveiligheid of smeltzekering beschermt de bedrading van elektrische installaties tegen schade door te hoge elektrische stromen.
Smeltveiligheden komen voor in elektrische apparatuur, in voer- en vaartuigen en in de elektrische installatie van gebouwen, hoewel deze tegenwoordig steeds meer tegen overstroom beveiligd worden met installatieautomaten.
Smeltveiligheid is de formele naam voor een elektrische smeltzekering in de volksmond ook wel stop of plomb (Vlaanderen) genoemd, zoals die in verdeelinrichtingen wordt toegepast, in woningen ook stoppenkast genoemd. Technici gebruiken de naam zekering in de algemene zin en smeltpatroon in het bijzonder.

## Werking
Een smeltveiligheid bestaat uit een elektrisch geleidende band of draad van koper, zilver of van een koperlegering, meestal in een gesloten huis van keramiek (steatiet) of voor kleine zekeringen glas of kunststof vaak gevuld met een blusmiddel (zand). Eventueel is de zekering voorzien van een druppeltje lood of tin op het midden van de smeltdraad voor het versneld onderbreken. Deze uitvoering wordt een snelle zekering genoemd.
Wanneer er door kortsluiting of overbelasting een te hoge stroom loopt, smelt de smeltdraad van de veiligheid (door het joule-effect), en wordt de stroomkring onderbroken. Hierdoor wordt voorkomen dat door warmteontwikkeling schade aan de bedrading of elders in het elektrisch circuit of zelfs brand kan ontstaan. Omdat de kortsluitstroom met een en dezelfde stroomsterkte vanaf de spanningsbron door de kortsluiting vaak via diverse zekeringen stroomt, is het van belang dat de zekering die het dichtst bij de kortsluiting is doorsmelt. Zodoende wordt bij doorsmelten de fout van de rest van de installatie geïsoleerd en blijft het probleem beperkt. Dit noemt men de selectiviteit van de beveiliging.
Deze kortsluitstroom kan, weliswaar tijdelijk, extreem hoog zijn, bijvoorbeeld in de orde van 6000 ampère. Dit is volgens de Wet van Ohm de spanning van de spanningsbron gedeeld door de weerstand van het kortsluitcircuit. De laatste is slechts de weerstand van het koper, die klein is, waardoor het resultaat — de stroom — extreem groot is.

## Indeling
Smeltveiligheden kunnen in drie grote hoofdgroepen worden ingedeeld:
1. hoogspanning, genormeerd volgens IEC 62271
2. laagspanning, genormeerd volgens IEC 60269
3. apparaatzekeringen (ook wel glaszekeringen genoemd), genormeerd volgens IEC 60127

## Huisinstallatie

#### Tweedelige schroefveiligheid
Bij huisinstallaties gebruikte men vroeger doorgaans tweedelige schroefveiligheden. Ze worden aangeduid als Diazed- of D-veiligheden. (Dia = diameter. Z = zweiteilig, ed = Edison). Tegenwoordig worden deze nog enkel gebruikt in industriële installaties. De veiligheid bestaat uit een smeltpatroon en een schroefkop. Smeltpatronen zijn voorzien van een meld- en een smeltdraad (in de figuur aangeduid met 1). De smeltdraden zijn gemaakt van zilver of van verzilverd koper. Beide draden lopen parallel vanaf de met gips gevulde patroonvoet (5) naar een vastgekit contactplaatje aan de bovenzijde van de smeltpatroon.
Zodra door kortsluiting of overbelasting een te grote stroom door de zekering loopt wordt de smeltdraad door zijn elektrische weerstand sterk verhit, zodat hij snel of langzaam doorsmelt – afhankelijk van de soort zekering. Daarna loopt alle stroom door de melddraad, die zeer snel doorsmelt. Het elektrisch contact is dan verbroken. Het veertje (2) drukt de verklikker (3) naar buiten, waaraan men kan zien dat de zekering is doorgebrand. Fijn zand (4) voorkomt vuurverschijnselen tijdens het doorsmelten.
Op de smeltpatroon zijn de nominale spanning en stroomsterkte vermeld. De werkelijke maximale stroomsterkte (de aanspreekstroom) is minstens 6% hoger dan de nominale waarde. De diameter van de patroonkop wordt steeds, bij elke patroon met een hogere nominale stroomsterkte, één maat groter. De schroefveiligheid wordt in een porseleinen patroonhouder (coupe) geschroefd die voorzien is van een passchroef. Deze passchroef is van messing met een rand van porselein. In de daarvoor gevormde opening past precies de kop van de bijbehorende patroon. Hierdoor past een patroon met een hogere nominale stroomsterkte niet in een passchroef voor een lagere nominale stroomsterkte. Voor het plaatsen en verwijderen gebruikt men een passchroefsleutel.
Veiligheden tot en met 25A passen in een patroonhouder van 25A. Dit is type DIN II, en dit type smeltveiligheden kunnen kortsluitstromen tot 50kA veilig afschakelen. Boven 25A tot en met 63A in de patroonhouders van 63A, type DIN III.

## Kleur van verklikker en passchroef
Passchroeven en de verklikker van de smeltveiligheden hebben voor een bepaalde waarde dezelfde kleur. Hierdoor is de stroomsterkte van veiligheid makkelijker te herkennen.
In Nederland is de nominale waarde waarmee individuele groepen in woonhuizen maximaal mogen worden beveiligd 16 ampère. De waarde van de hoofdzekering(en) is doorgaans 25A of 35A.

## Aanduidingen op zekeringen
De standaard IEC 60127 voorziet in vijf typen zekering: FF, F, M, T, TT. Ieder type is gedefinieerd volgens de tijd nodig om 10× de nominale stroom uit te schakelen.
- FF (supersnel): max.12 ms
- F (snel): max. 20 ms
- M (normaal): min. 5 ms, max. 90 ms
- T (traag): min. 10 ms, max. 300 ms
- TT (supertraag): min. 100 ms, max. 4 s

Voorbeelden:
- TT 250/0,1: dit is een zeer trage zekering voor een nominale stroom van ten hoogste 0,1 ampère en een maximale spanning van 250 volt.
- T 250/1,6A: dit is een trage zekering (reageert niet op kortstondige overbelasting) voor maximaal 250 volt, die bedoeld is om continu een stroom van 1,6 ampère of lager te laten vloeien en bij overschrijding van deze stroom gedurende een bepaalde tijd aan te spreken.
- M 250/0,5A: dit is een gemiddelde zekering voor maximaal 250 volt. Het aanspreekgedrag zit tussen de trage en de snelle karakteristiek in.
- F 250/300mA: dit is een snelle zekering voor maximaal 250 volt en stromen niet hoger dan 300 mA.
- FF 250/62mA: dit is een zeer snelle zekering voor maximaal 250 volt en stromen niet hoger dan 62 mA, speciaal voor elektronische regelaars.

Er zijn vier typen uitschakelkarakteristieken voor smeltzekeringen:
- Type A: de zekering ultrasnel voor de bescherming van halfgeleiders.
- Type B: de zekering voor algemeen gebruik (zekering gG)
- Type C: de zekering voor motoren (zekering aM). Elektromotoren hebben bij het inschakelen kortstondig een zeer hoge startstroom (lage inwendige weerstand), waardoor zekeringen type B (gG) kunnen doorsmelten.
- Type D: ultratraag, bijvoorbeeld hoofdzekering van netaansluiting.